# 波特 (特拉華州)
波特（英語：Porter）是位於美國特拉華州紐卡斯爾縣的一個非建制地區。該地的面積和人口皆未知。

## 地理
波特的座標為39°36′01″N 75°41′24″W / 39.60028°N 75.69000°W，而該地的平均海拔高度為18米（即59英尺）。